# Pyhrnpass Straße

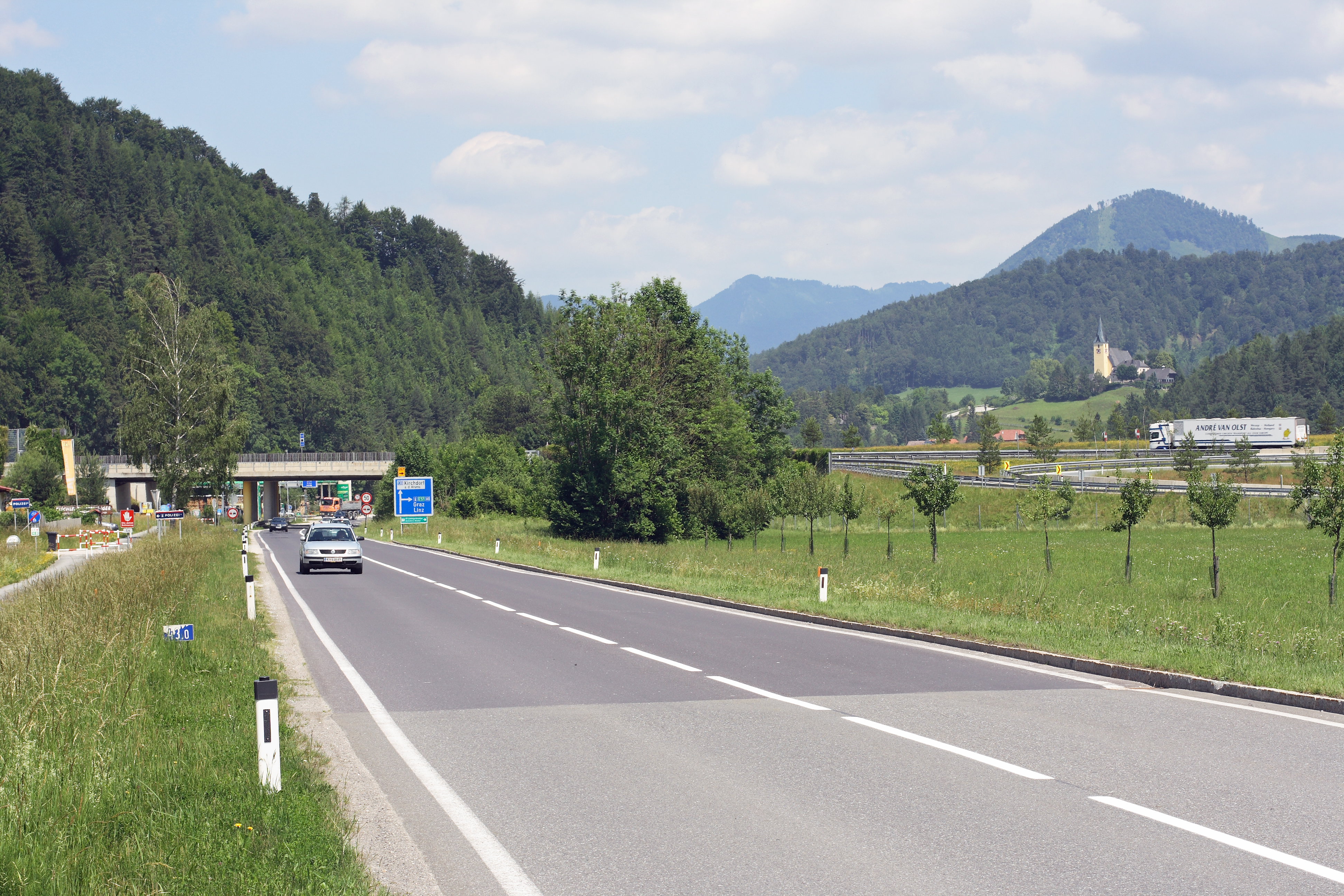
Die Straße in Klaus an der Pyhrnbahn. Im Mittelgrund quert die Pyhrn Autobahn

Die Pyhrnpass Straße B 138 ist eine Straße mit Vorrang in Österreich. Sie führt auf einer Länge von 91,5 km von Wels an der Traun über den Pyhrnpass nach Liezen an der Enns. Die Straße verläuft dabei zunächst durch das oberösterreichische Traunviertel parallel zur Pyhrn Autobahn A 9. Dabei wird sie die gesamte Strecke von der Pyhrnbahn begleitet. Erst in Spital am Pyhrn trennt sie sich von beiden und führt über den Pyhrnpass, auf dessen südlicher Seite sie Liezen erreicht.

## Geschichte
Der Pyhrnpass ist mit 954 m Passhöhe einer der niedrigsten Übergange der Ostalpen, sodass dieser Handelsweg bereits in der Jungsteinzeit genutzt und später zu einer Römerstraße ausgebaut wurde. 1190 ließ Bischof Otto II. von Bamberg ein Hospiz am Pyhrn („Spital am Pyhrn“) errichten, das den Händlern und Kreuzfahrern als Raststätte diente.
Zwischen 1768 und 1771 wurde die heutige Straße als staatliche „Commercial- und Zwangsstraße“ gebaut. „Zwangsstraße“ bedeutete, dass die Umgehung einer Mautstelle als Straftat geahndet wurde. 1856 bestanden neun Mautstationen zwischen Wels und Spital am Pyhrn, die der Staatskasse rund 6300 Gulden jährlich einbrachten. Bis 1906 fuhr eine Postkutsche über den Pyhrnpass, bevor am 21. August 1906 die Pyhrnbahn eröffnet wurde.
Die Pyhrnstraße (in der Steiermark) bzw. Steiermärker Straße (in Oberösterreich) gehört zu den ehemaligen Reichsstraßen, die 1921 als Bundesstraßen übernommen wurden.
Bis 1938 wurde die Pyhrnstraße als B 38 bezeichnet, nach dem Anschluss Österreichs wurde die Pyhrnstraße bis 1945 als Reichsstraße 332 geführt.
Vor allem in den 1960er Jahren wurde ein Großteil der Pyhrnpass-Bundesstraße B 138 ausgebaut und in einigen Strecken neu trassiert. Nach der Eröffnung des Autobahn-Bosrucktunnels im Jahre 1983 verlor zwar der Pyhrnpass seine Bedeutung für den Durchgangsverkehr, auf den übrigen Streckenabschnitten verdoppelte sich jedoch das Verkehrsaufkommen innerhalb von zehn Jahren. Durch den Bau der Pyhrn-Autobahn sollte die Pyhrnpass-Straße jedoch langfristig vom Durchgangsverkehr entlastet werden.